# Heart Like a Grave
Heart Like a Grave osmi je studijski album finskog heavy metal-sastava Insomnium. Diskografska kuća Century Media Records objavila ga je 4. listopada 2019.

## O albumu
Prvi je uradak skupine na kojem je svirao gitarist Jani Liimatainen, koji je prije toga svirao gitaru na prijašnjim turnejama skupine. Pridružio se sastavu kao punopravni član zato što gitarist Ville Friman zbog akademske karijere nije mogao redovito ići na turneje.
Insomnium je izjavio da je koncept uratka „duboko probijanje do srca finske melankolije” i da se nadahnuo „najsumornijim i najtužnijim pjesmama i pričama” autora kao što su Saima Harmaja, Tapio Rautavaara i Juha Vainio.
Pjesmu „Valediction” sastav je premijerno izveo uživo na festivalu John Smith u srpnju 2019., a objavio ju je kao singl 23. kolovoza 2019. U rujnu je objavio još dva singla: „Heart Like a Grave”, koji je izdan 13. rujna, i „Pale Morning Star”, koji je izdan dva tjedna poslije. Za prva su dva singla snimljeni i glazbeni spotovi, koje su režirali Vesa Ranta i Aapo Lahtela, a za potonji singl objavljen je video sa stihovima.

## Popis pjesama
Sve je tekstove napisao Niilo Sevänen, a tekst za pjesmu „Valediction” napisao je s Villeom Frimanom.
| 1.    | »Wail of the North«                | Sevänen, Markus Vanhala   | 3:05 |
| 2.    | »Valediction«                      | Friman                    | 5:05 |
| 3.    | »Neverlast«                        | Vanhala, Jani Liimatainen | 4:46 |
| 4.    | »Pale Morning Star«                | Vanhala                   | 8:58 |
| 5.    | »And Bells They Toll«              | Vanhala                   | 6:01 |
| 6.    | »The Offering«                     | Vanhala                   | 4:59 |
| 7.    | »Mute Is My Sorrow«                | Liimatainen               | 6:02 |
| 8.    | »Twilight Trails«                  | Sevänen, Liimatainen      | 7:06 |
| 9.    | »Heart Like a Grave«               | Vanhala                   | 7:05 |
| 10.   | »Karelia« (instrumentalna skladba) | Sevänen                   | 7:49 |
| 60:56 |                                    |                           |      |

| Dodatne pjesme na posebnoj inačici albuma | Dodatne pjesme na posebnoj inačici albuma        | Dodatne pjesme na posebnoj inačici albuma | Dodatne pjesme na posebnoj inačici albuma | Dodatne pjesme na posebnoj inačici albuma | Dodatne pjesme na posebnoj inačici albuma | Dodatne pjesme na posebnoj inačici albuma | Dodatne pjesme na posebnoj inačici albuma | Dodatne pjesme na posebnoj inačici albuma | Dodatne pjesme na posebnoj inačici albuma |
| Br.                                       | Skladba                                          | Skladatelj                                | Trajanje                                  |                                           |                                           |                                           |                                           |                                           |                                           |
| ----------------------------------------- | ------------------------------------------------ | ----------------------------------------- | ----------------------------------------- | ----------------------------------------- | ----------------------------------------- | ----------------------------------------- | ----------------------------------------- | ----------------------------------------- | ----------------------------------------- |
| 11.                                       | »The True Morning Star« (instrumentalna skladba) | Vanhala                                   | 3:06                                      |                                           |                                           |                                           |                                           |                                           |                                           |
| 12.                                       | »Karelia 2049« (instrumentalna skladba)          | Sevänen                                   | 6:43                                      |                                           |                                           |                                           |                                           |                                           |                                           |
| 70:45                                     |                                                  |                                           |                                           |                                           |                                           |                                           |                                           |                                           |                                           |

## Recenzije
| Recenzije       | Recenzije |
| Izvor           | Ocjena    |
| --------------- | --------- |
| BraveWords      | 8/10      |
| Metal.de        | 9/10      |
| Metal Injection | 8/10      |
| Sputnikmusic    | 3/5       |

Dobio je uglavnom pozitivne kritike. Pišući za Metal.de, recenzentica Angela dala mu je devet bodova od njih deset izjavivši da je sastav „zadržao svoj prepoznatljiv stil i razveselio publiku čeznutljivim melodijama, složenim gitarskim eskapadama i spojem grubih i čistih vokala” i da je to „album koji je najbolje poslušati u cijelosti”. U osvrtu za Metal Injection Jordan Blum izjavio je da je „dobar u svim aspektima” i da povezuje „brojne snažne trenutke božanstvena očaja i razuzdana bijesa [i stvara] neke od najveličanstvenijih, najslojevitijih i najzanimljivijih pjesama u Insomniumovoj karijeri”. Dao mu je osam bodova od njih deset. Jednaku mu je ocjenu dao Ryan Owenson u recenziji za BraveWords, koji je rekao da se skupina „nije korjenito promijenila” i da je „nastavila dorađivati [svoj stil]”, ali da se „na to ne treba žaliti jer je temelj svemu Insomniumova [...] raskoš”.
U manje naklonjenoj recenziji za Sputnikmusic Kyle Ward dao mu je tri boda od njih pet napisavši da nije „promašaj”, ali da „ovisi o toleranciji slušatelja prema prilično otrcanim pjesmama i njihovu istinskom uvažavanju izvrsnih trenutaka kad se pojave”.

## Zasluge
| Insomnium - Niilo Sevänen – bas-gitara, vokal - Ville Friman – gitara, vokal - Jani Liimatainen – gitara, vokal - Markus Vanhala – gitara - Markus Hirvonen – bubnjevi Dodatni glazbenici - Aleksi Munter – klavijatura, aranžman i snimanje klavijatura | Ostalo osoblje - Kimmo Perkkiö – snimanje bubnjeva - Teemu Aalto – snimanje gitara, bas-gitare i vokala, produkcija - Jens Bogren – miksanje, mastering - Vesa Ranta – naslovnica, fotografije - Simo Heikkinen – naslovnica - Jussi Ratilainen – fotografija - Nora Dirkling – omot albuma |

## Ljestvice
| Ljestvica                   | Najviša pozicija |
| --------------------------- | ---------------- |
| Australija (Digital Albums) | 28.              |
| Austrija                    | 23.              |
| Belgija (Flandrija)         | 154.             |
| Belgija (Valonija)          | 115.             |
| Finska                      | 1.               |
| Francuska                   | 178.             |
| Njemačka                    | 10.              |
| Španjolska                  | 54.              |
| Švicarska                   | 15.              |